# Olli Lindholm
Olli Lindholm, född 19 mars 1964 i Björneborg, död 12 februari 2019 i Tammerfors, var en finländsk sångare som var frontfigur i det finska rockbandet Yö.
Lindholm började sin karriär med punkbandet Appendix, och var med om att grunda Yö år 1981. Sedan början av 1990-talet var han bandets enda ursprungliga medlem. Yö finns bland Finlands bäst säljande artister som har sålt mer än miljon skivor.
Under de senaste åren var Lindholm en av domarna i TV-kanalen Fyrans populära sångtävling The Voice of Finland.
Även om Lindholm bodde i Tammerfors sedan 1986 profilerades han som björneborgare. Efter Lindholms död flaggade Björneborgs stad på halv stång, och tusentals människor samlades till stadens torg att sörja honom.

## Diskografi

### Som soloartist
- 2000 – Voima
- 2010 – Maailma on kaunis
- 2012 – Nukku-Matti ja Herra Kuu
- 2013 – Minun jouluni